# Винфилд (Тексас)
Винфилд (енгл. Winfield) град је у америчкој савезној држави Тексас. По попису становништва из 2010. у њему је живело 524 становника.

## Демографија
Према попису становништва из 2010. у граду је живело 524 становника, што је 25 (5,0%) становника више него 2000. године.
| Група             | 2000.       | 2010.       |
| Белци             | 362 (72,5%) | 235 (44,8%) |
| Афроамериканци    | 5 (1,0%)    | 1 (0,2%)    |
| Азијати           | 0 (0,0%)    | 0 (0,0%)    |
| Хиспаноамериканци | 124 (24,8%) | 282 (53,8%) |
| Укупно            | 499         | 524         |